# Hageland Aviation Services
Hageland Aviation Services – amerykańska linia lotnicza z siedzibą w Anchorage, w stanie Alaska.